# فيليب تريسي
فيليب تريسي (بالإنجليزية: Philip Treacy)‏ هو مصمم أيرلندي، ولد في 26 مايو 1967 في Ahascragh ‏ في جمهورية أيرلندا.

## وصلات خارجية
- الموقع الرسمي